# Dolichocephala afflicta
Dolichocephala afflicta är en tvåvingeart som beskrevs av Jones 1940. Dolichocephala afflicta ingår i släktet Dolichocephala och familjen dansflugor.
Artens utbredningsområde är Uganda. Inga underarter finns listade i Catalogue of Life.